# Strela (fusée)
Pour les articles homonymes, voir Strela.

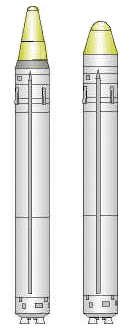
Le lanceur peut être équipé avec une des deux coiffes utilisées par le missile dont il est dérivé

Strela (du russe Стрела "flêche") est un lanceur russe issu de la reconversion du missile balistique intercontinental UR-100N (SS-19). Bien que le début de cette reconversion remonte aux années 1990, seuls trois tirs ont eu lieu (situation courant 2014) : en 2003, 2013 et 2014.

## Contexte
À la fin de la guerre froide, le constructeur russe GKNPZ Khrounitchev, qui construisait le missile balistique UR-100N, commence la conversion de ces missiles en lanceurs Rokot par adjonction d'un nouvel étage supérieur Briz-M. La société russe OAO Machinostroïenia, qui avait développé le missile UR-100, propose à la même époque une conversion beaucoup moins coûteuse des missiles UR-100N baptisée Strela. Au lieu d'ajouter un étage supérieur, le constructeur utilise la plateforme manœuvrable APB (Agregatno-Priborny Otsek) chargée de placer les différentes têtes nucléaires sur leur trajectoire. Un module d'avionique développé pour la circonstance de 2,4 mètres de diamètre et 0,8 m de long surmonte ce troisième étage et remplit différentes fonctions de guidage, contrôle d'attitude et télémesures. La charge utile est placée au-dessus de l'avionique et est protégée par une coiffe qui peut être celle du missile ou une coiffe plus allongée et étroite qui a été testée sur les dernières versions du missile. Le lanceur est tiré comme le missile depuis un silo. Depuis le cosmodrome de Svobodny, il permet d'atteindre les inclinaisons comprises entre 52 et 61° d'une part et 90 et 97° d'autre part. Strela permet de placer 1 600 kg sur une orbite de 200 km (inclinaison 51,8°) et 1 100 kg sur une orbite héliosynchrone.

## Carrière opérationnelle
Alors que le constructeur de la version Rokot  a su  trouver des débouchés sur le marché  de satellites étrangers, OAO Machinostroïenia démarchait en vain le gouvernement en proposant son lanceur Strela avec des satellites de reconnaissance militaires optique et radar de sa conception (satellite Kondor). Le premier lancement a eu lieu le 5 décembre 2003 et emportait une maquette du satellite Kondor. Le premier lancement opérationnel a eu lieu le 27 juin 2013 et a permis de placer en orbite un satellite de reconnaissance radar Kondor. Strela devait être initialement lancé à partir du cosmodrome de Svobodny, mais les tests ont été menés depuis le cosmodrome de Baïkonour et Svobodny a été fermé en 2007 sans avoir lancé de Strela. Un complexe de lancement dédié pourrait être construit sur le cosmodrome Vostotchny.

## Liste des lancements réalisés
Un échec partiel signifie qu'au moins une des charges utiles a atteint l'orbite, ou que les charges utiles n'ont pas atteint l'orbite visée, même si les satellites restent utilisables.

| Vol | Coiffe utilisée | Date de lancement     | Base de lancement       | Succès | Succès | Succès | Client | Charge(s) utile(s) | Type                                          | Masse   | Orbite | Notes                 |
| --- | --------------- | --------------------- | ----------------------- | ------ | ------ | ------ | ------ | ------------------ | --------------------------------------------- | ------- | ------ | --------------------- |
| 1   | KGTch 2         | 05/12/2003 06h 00 UTC | Site 175/59 - Baïkonour |        | ✓      |        | VKS RF | Kondor-E GVM       | Masse de simulation                           | 978 kg  | LEO    | Premier vol de Strela |
| 2   | KGTch 2         | 27/02/2013 16h 53 UTC | Site 175/59 - Baïkonour |        | ✓      |        | VKS RF | Cosmos 2487        | Satellite de reconnaissance                   | 1150 kg | LEO    |                       |
| 3   | KGTch 2         | 19/12/2014 04h 43 UTC | Site 175/59 - Baïkonour |        | ✓      |        | VKS RF | Kondor E-1         | Satellite d'observation de la Terre par radar | 1150 kg | LEO    | Dernier vol de Strela |